# آخالدابا
آخالدابا (به لاتین: Akhaldaba) یک منطقهٔ مسکونی در گرجستان است که در شهرداری برجومی واقع شده‌است. طبق سرشماری سال ۲۰۲۰ آخالدابا ۱٬۸۰۰ نفر جمعیت دارد.